# Adele DeGarde

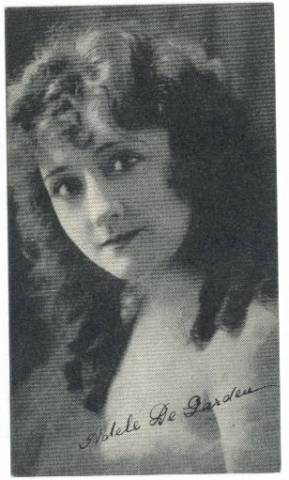
Adele DeGarde

Adele DeGarde  (3 de mayo de 1899 – noviembre de 1972) fue actriz estadounidense, que participó en 113 películas entre 1908 y 1913.
Nacida como Adelaide De Gard en Brooklyn, Nueva York, Degarde fue una estrella infantil de los estudios Biograph en los primeros años del siglo XX.
Más tarde llegó a ser primera actriz de los estudios Vitagraph. Estuvo casada con Harry Jespersen y tuvo un hijo, Albert conocido como Buddy.